# جمعيات الصيد المدعومة مجتمعيا
جمعيات الصيد المدعومة مجتمعيًا هي نموذج تجاري بديل لبيع الطعام البحري الطازج الآتي من المصادر المحلية. تقدم برامج جمعيات الصيد المدعومة مجتمعيًا -التي أُسست على شاكلة برامج الزراعة المدعومة مجتمعيًا المتزايدة في شعبيتها- لأعضائها حصصًا أسبوعية من الطعام البحري مقابل رسوم عضوية مسبقة الدفع، وقد بدأ البرنامج الأول في بورت كلايد، ماين، في عام 2007، وبدأت برامج مشابهة بالانتشار في الولايات المتحدة وأوروبا منذ حينها؛ وتهدف جمعيات الصيد المدعومة مجتمعيًا إلى تعزيز علاقة إيجابية بين الصيادين والمستهلكين والمحيط عن طريق تقديم طعام بحري عالي الجودة ومصطاد محليًا إلى أعضائها. وقد بدأت برامج هذه الجمعيات كطريقة لمساعدة الأنظمة البيئية البحرية على التعافي من تأثيرات الصيد الجائر مع المحافظة على مجتمع صيد مزدهر.

## البنية
يوقع المستهلك في جمعيات الصيد المدعومة مجتمعيًا بصفته عضوًا، ويدفع مسبقًا لقاء «حصة» من الطعام البحري تُسلم له أسبوعيًا. تقاس الحصة عمومًا بالوزن، لكن حجم الحصص الموزعة يتنوع بين البرامج. توفر عدة برامج مستويات متعددة من العضوية اعتمادًا على حجم الحصة التي يريدها العضو (أي حصة فردية أم حصة عائلية).
توفر كل جمعية صيد مجموعة متنوعة من الطعام البحري لأعضائها بناء على القوانين المحلية وحجم الصيد والفصل والموقع. وقد تختص بعض جمعيات الصيد بنوع محدد من المأكولات البحرية، ويوفر بعضها أنواعًا متعددة بناء على ما يتوفر في وقتها. ورغم أن العديد من سمات برامج جمعيات الصيد هذه تتفرد بها بعضها، فهناك خمسة عناصر توحد بين برامج جمعيات الصيد جميعها وفقا لمؤسسة لوكال كاتش، وهي:
1. تأسيس سلسلة إشراف شفافة من القارب إلى صحن الطعام
2. زيادة توفير الأطعمة البحرية عالية الجودة المصطادة محليًا
3. ضمان تلقي الصيادين أجورًا عادلة لقاء عملهم تعكس قيمة هذا العمل
4. إدماج الصيادين وأفراد المجتمع في أنظمة أطعمة محلية قوية ومتاحة
5. توفير إطار عمل يمكن للصيادين والمستهلكين على حد سواء تدبير الموارد البحرية بطريقة مبتكرة من خلاله.[2]

غالبًا ما تعتبر هذه العناصر مجتمعة أساس تنفيذ هذا البرنامج وفق القيم الأساسية الثلاثة للاستدامة.

## القيم الأساسية الثلاثة للاستدامة
تعمل برامج جمعيات الصيد المدعومة مجتمعيًا على قيم الاستدامة الثلاثة التي تشمل التدبير البيئي والاستقرار الاقتصادي والتنمية الاجتماعية كأهداف لعملها. ونجاح كل منها متعلق بشكل معقد بنجاح الآخر، ما يشكل توازنًا يفيد الصيادين والمستهلكين وسلامة البيئة.

### الاستقرار الاقتصادي
بدأت برامج جمعيات الصيد أولًا بالاستقرار الاقتصادي كهدف. وبسبب الضغوط القانونية المتزايدة، كانت العديد من جمعيات الصيد الصغيرة على وشك الاختفاء، لكن تمكن الصيادون من الاستمرار بالعمل بخلق سوق محلي للمأكولات البحرية يتجاوز سلسلة التوريد التقليدية الطويلة، واستطاعوا أخذ سعر ممتاز لقاء صيدهم، ما جعلهم أكثر مرونة في ممارسات الصيد. زد على ذلك أن دفع المستهلكين المسبق جعلهم يشاركون في أحد أشكال تقاسم الخطورة مع الصيادين الذين ضمنوا مشتريًا لما سيصطادونه حتى قبل مغادرة الميناء.

### التنمية الاجتماعية
تهدف برامج الصيد المدعومة مجتمعيًا من تأسيس برنامج يوفر تواصلًا مباشرًا بين الصيادين والمستهلكين إلى إعادة بناء العلاقة بين الناس والطعام الذي يتناولونه، إذ كانت هذه العلاقة ضائعة مع صعود ممارسات الصيد التجاري؛ فبناء جمعية غذاء محلية ليس جيدًا فقط لعلاقات المجتمع، بل أيضًا لدعم الاقتصادات المحلية؛ إذ سيزيد ميل الناس لدعم جيرانهم فقط إذا كانوا يعرفونهم.

### التدبير البيئي
يمكن للصيادين عند خلق فوائد اقتصادية واجتماعية أن يصبحوا متدبرين لسلامة النظام البيئي البحري، وذلك عن طريق الاستفادة من ممارسات تدعم التجمعات السمكية التي تستهدفها بشكل أفضل. وبالتحديد، فإن العديد من الصيادين يمكنهم تغير الأنواع التي يستهدفونها بناء على ما هو وفير لا اعتمادًا على زيادة الطلب على نوع ما عبر سلسلة التوريد الأكبر. هذا يسمح للصيادين بالحصول على سعر أقرب إلى تكلفة الصيد، ويعطي للسمك المستثمر بكثرة فترة استراحة، ويقدم للأعضاء تنوعًا أكبر في المنتج. غالبًا ما يعلم الصيادون أقل طرق الصيد ضررًا، لكن حاجة السوق كانت تضغط عليهم للسعي وراء السمك الأعلى سعرًا فقط (وهي غالبًا الأكثر تعرضًا للتهديد بسبب استثمارها). وبجانب كون جمعيات الصيد المدعومة مجتمعيًا قادرة على التركيز على أنواع السمك الأكثر وفرة، يمكنها أن توفر أيضًا جميع أنواع السمك التي اصطادوها للمستهلكين، إذ يمكنهم اختيار مدى واسع من الأسماك، وهذا يلغي الصيد العشوائي بشكل تام.

## مشاريع رائدة
حددت دراسة أجرتها المنحة البحرية في جامعة كارولينا الشمالية في عام 2006 أن جمعيات الصيد المدعومة مجتمعيًا هي إستراتيجية تسويقية مباشرة حديثة لزيادة الطلب على المأكولات البحرية المحلية في مقاطعة كارتيريت في كارولينا الشمالية. أدى هذا إلى تصميم البحث الأول على المستوى الوطني عن جمعيات الصيد المدعومة مجتمعيًا، وعن جمعيات صيد مدعومة مجتمعيًا رائدة لصيد القريدس في مقاطعة كارتيريت عام 2007. وفي حين أن جمعيات الصيد هذه لم تنطلق مع المستهلكين، فقد جذبت انتباه معهد بحث خليج ماين، ومعهد الجزيرة اللذين قاما بدعوة الباحثين لعرض فكرة جمعيات الصيد المدعومة مجتمعيًا للصيادين المحليين، ومن ضمنهم بعض الذين ينتمون لتعاونية صيادين الشاطئ المتوسط.
بدأ أول برنامج ناجح لجمعية صيد مدعومة مجتمعيًا عام 2007 كمشروع رائد في بورت كلايد، عندما اتحد فريق تعاونية صيادي الشاطئ المتوسط مع الكنيسة العالمية الأولى في روكلاند في ماين، لتسليم قريدس طازج. وقد أثبت المشروع أنه ناجح جدًا، إذ توسعت جمعية بورت كلايد في ربيع عام 2008 ولم تعد مقتصرة على القريدس فقط، بل أصبحت عملًا تجاريًا ناجعًا. واليوم، يوفر هذا البرنامج القريدس وسمك الأعماق الطازج الذي يجري اصطياده من منطقة ماين ويُقدم إلى مناطق مختلفة ضمن المجتمع المحلي. بالإضافة إلى ذلك، افتتحت تعاونية صيادي الساحل المتوسط مركز معالجة حيث ينظفون السمك ويقطعون السمك إلى شرائح.

### لوكال كاتش (الصيد المحلي)
وهي شبكة بدأت في الولايات المتحدة عام 2011، تهدف إلى ربط المستهلكين مع برامج جمعيات الصيد المدعومة مجتمعيًا، وتعزيز جمعية للممارسة بين جمعيات الصيد وغيرها من شركات الأغذية البحرية التي تركز على القيمة. تعمل لوكال كاتش بصفتها «شبكة على الإنترنت تسعى لزيادة ظهور جمعيات الصيد المدعومة مجتمعيًا، ويوفر الموقع قائمة من برامج جمعيات الصيد الحالية المدعومة مجتمعيًا قيد العمل إلى جانب أداة تحديد الموقع لمساعدة المستهلكين لإيجاد البرنامج في منطقتهم. وحتى تشرين الأول 2019، أدرجت لوكال كاتش ما يقارب 100 برنامج قيد العمل وما يزيد عن 400 منطقة صيد في شمال أمريكا.

### دوك تو ديش (من القارب إلى الصحن)
يعد من بين برامج جمعيات الصيد المدعومة مجتمعيًا الأصيلة، ويقع مقره في ميناء الصيد التجاري مونتاوك في نيويورك. أُسس البرنامج عام 2012، وأنشأ مؤسسوه أول مطعم لدعم برنامج جمعية الصيد في العالم، وهو نموذج كثر منذ ذلك الحين في شمال ووسط أمريكا. خلال السنوات الخمس الماضية، عمل مؤسسو البرنامج لإنشاء أنظمة جديدة لتوفير كمية يعول عليها من المأكولات البحرية الطازجة والمصطادة محليًا ويمكن معرفة مصدرها، تصل إلى أعضاء التعاونية من أرصفة الموانئ الإقليمية والسفن التجارية. إن المأكولات البحرية التي يوفرونها ويوزعونها يمكن تعقبها لمعرفة من أية سفينة اصطيدت، وحتى من اصطادها، ولا تُنقل جوًا (وسيلة المواصلات الأكثر إنتاجًا للكربون) ولا تبتعد أكثر من دائرة قطرها 150 ميلًا عن الميناء التي كانت فيه بالأصل. تقدم دوك تو ديش الآن خدماتها إلى طيف واسع من المطاعم والمنتجعات والأعضاء على مستوى المؤسسات كشركة غوغل، وإلى برامج دعم جمعيات الأسماك في المطاعم، بينما تقدم حصصًا محدودة من المأكولات البحرية إلى العائلات من خلال برنامجها المدعوم مجتمعيًا. في يونيو 2017، عُرض نموذج دوك تو ديش في مؤتمر الأمم المتحدة العالمي للمحيطات كمبادرة هامة في تحقيق هدف الأمم المتحدة في التنمية المستدامة الرابع عشر الذي يتجه نحو «حفظ واستثمار المحيط والبحار والمصادر البحرية بشكل مستدام».

### مؤسسة سيتكا للسلمون
أُسست بالتعاون بين نيك مينك، الأستاذ في كلية كوكس، والصياد مارش سكيل في 2011 و2012 كمشروع صغير يبيع صناديقًا من السلمون عالي الجودة التي يصطادها سكيل في وسط الغرب لصالح جمعية حماية سيتكا. ومنذ ذلك الوقت، استمرت مؤسسة سيتكا للسلمون بالنمو لتصبح أحد أكبر جمعيات صيد السمك المدعومة مجتمعيًا في الولايات المتحدة، وتملك هذه الجمعية سلسلة توريد فريدة ومتكاملة تضم مالكين من الصيادين ومعمل معالجة الأسماك الخاص بها في سيتكا، ألاسكا، بالإضافة إلى مستودع كبير في غاليسبورغ، إيلينوي. توفر الشركة الآن توصيل الطلبات إلى منازل أعضائها لأي مجموعة من أنواع المأكولات البحرية التي يجمعها شبكة من عائلات الصيادين من الجنوب الشرقي ومن مناطق أخرى في ألاسكا. تنشط جمعية السلمون ضمن حركات لوكال كاتش وسلو فيش، وهي منهمكة في بناء الروابط بين صائدي السمك وأعضائها، وتدعم أنظمة الأطعمة الصحية والجمعيات في الأمكنة التي تعمل بها الشركة.

### كاتش بوكس (صندوق الصيد)
وهي جمعية صيد مدعومة مجتمعيًا في بريطانيا يمولها قسم شؤون البيئة والغذاء والريف وأسستها مؤسسة سي ويب (شبكة البحار)، كانت تجريبية عام 2013، وبدأ التجريب في برايتون وشيشيستر لمدة 12 أسبوعًا، إذ عملت من أبريل حتى يوليو 2013. وكل أسبوع خلال فصل التجريب، كانت تسلم كمية محددة من السمك الطازج إلى نقطة توزيع في كل منطقة لكي يأخذها الأعضاء إلى منازلهم؛ وقد استخدمت الجمعية نموذجًا تعاونيًا في محاولة للتقريب بين الصيادين والأعضاء ولضمان انتقال طريقة العمل التي تحكم الجمعية إلى الأعضاء. وقد كانت المرحلة التجريبية ناجحة في تأسيس جمعية صيد مدعومة اجتماعيًا، وأجرى مستشار التنمية المستدامة بروك ليندهرست تقييمًا شامًلا. وبحلول عام 2017، نشأ عنها مؤسسة كاتشبوكس وسولشير وموقعهما في لندن.

## التحديات
من التحديات التي واجهتها برامج جمعيات الصيد المدعومة مجتمعيًا ما يلي:
- النطاق: سأل البعض كم من التأثير سيكون لمثل هذه البرامج صغيرة النطاق على قضايا عالمية في مداها وتعقيدها. ولأن أغلب هذه الجمعيات ما زالت في مراحلها المبكرة، فلا يمكنها غالبًا دعم جميع الصيادين في المجتمع، الذين يجب عليهم الاستمرار في الاعتماد على الطبيعة التي لا يمكن التنبؤ بها لسلاسل التوريد التقليدية.
- الفعالية: في حين أنه من الداعي للإعجاب أن هذه الجمعيات تجهد لتلبية القيم الأساسية الثلاثة للاستدامة، لا يوجد دليل كمي على أن هذه الجمعيات تقدم الفوائد التي تدعيها. ولكن على الأقل، بدأت أحد برامج هذه الجمعيات، وهي ريل غود فيش، عملية وضع معايير لقياس تأثير برامج جمعيات الصيد المدعومة مجتمعيًا على العوامل الاقتصادية والاجتماعية والبيئية.[12]